# Tatal-Brücke

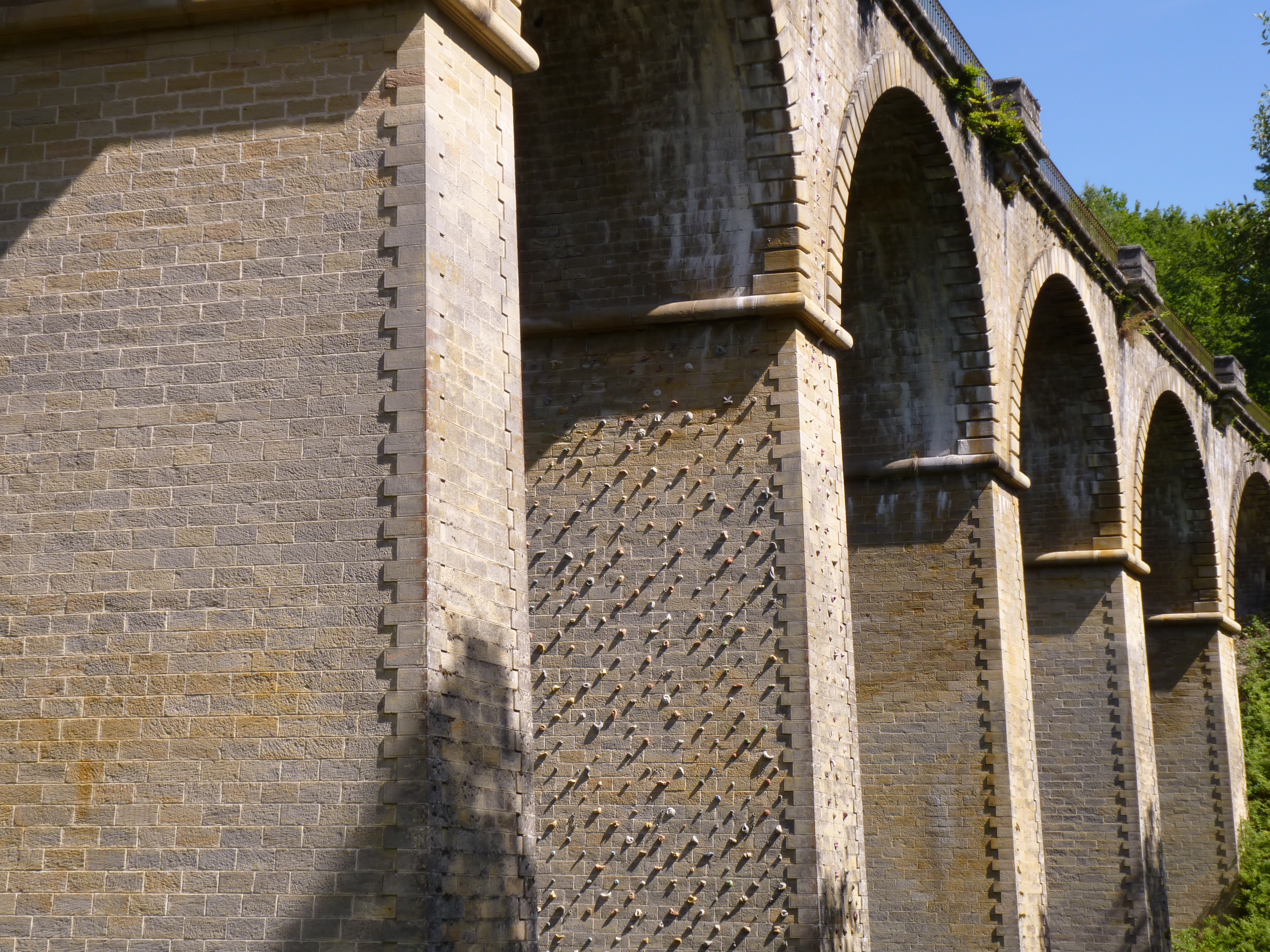
Blick von Süden auf die Kreisinnenseite

Pont Tatal oder auch Viaduc de l’Ourche ist eine ehemalige Eisenbahnbrücke der zweigleisigen Bahnstrecke Jussey–Darnieulles-Uxegney im Département Vosges. Sie wurde 1882 in erster Linie unter militärischen Gesichtspunkten in Betrieb genommen und 1973 zusammen mit der Bahnstrecke stillgelegt. Seit 1998 wird sie von Bungee-Jumpern und Felskletterern genutzt.

## Lage
Die Kreisbogenbrücke quert mit leicht konvex in Flussrichtung gebogenen Verlauf die in westliche Richtung fließende, 13 km lange Ourche, die etwa 500 Meter später in die Saône mündet. Eisenbahnstrecke und Fluss liegen in einem Gebiet mit dichtem Laubwald.

## Baubeschreibung
Die 121 Meter lange Brücke ist 43 Meter hoch und aus massiven Sandsteinquadern gebaut. Sie besteht aus acht, zu beiden Talseiten kleiner werdenden Bögen, die sich nach oben hin bis zu einem Gesims verjüngen, oberhalb dessen die eigentlichen, kreisrunden Bögen beginnen. Diese Bögen sind mit historisierendem, dem Zeitgeschmack entsprechendem Eck-Bossenwerk gearbeitet. Auf der Mauerkrone finden sich in der Mitte der acht Säulen kleine, nach außen kragende, durch wuchtige Konsolen gehaltene Balkone, die die Gliederung des Bauwerkes unterstützen, sonst aber keine Funktion besitzen.
Von der Bauausführung entspricht sie dem niedrigeren und mit 83 Metern etwas kürzeren Viaduc de Belrupt, das an der gleichen Strecke gut acht Kilometer weiter nordöstlich liegt.

## Geschichte
Die Bahnstrecke wurde im Zuge der Strategischen Bahnen konzipiert und finanziert. Schon nach 1945 galt die Strecke als unrentabel, wurde für seinen eigentlichen, strategischen Zweck auch nicht mehr benutzt und 1973 stillgelegt. Gleise und Oberbau wurden entfernt.